# 황동현의 시선집중
《황동현의 시선집중》은 광주MBC 표준FM(AM 819kHz, 표준FM 93.9MHz)에서 방송했던 시사·정보프로그램이다.